# Parvoscincus sisoni
Parvoscincus sisoni là một loài thằn lằn trong họ Scincidae. Loài này được Ferner, Brown & Greer miêu tả khoa học đầu tiên năm 1997.